# Odivelas (métro de Lisbonne)
Pour les articles homonymes, voir Odivelas (homonymie).
Odivelas est une station du métro de Lisbonne sur la ligne jaune.